# Bruce Corbitt
Bruce Kendall Corbitt (Dallas, Texas; 22 de diciembre de 1962-25 de enero de 2019) fue un vocalista estadounidense de heavy metal, más conocido por ser el líder de las bandas Rigor Mortis y Warbeast. Su voz agresiva se exhibió por primera vez en el debut homónimo de Rigor Mortis, que fue lanzado por Capitol Records en 1988. El álbum es considerado como un hito del speed metal, y la banda fue una de las primeras de su tipo en tener un gran lanzamiento discográfico.

## Biografía

### Rigor Mortis
Después de firmar con Capitol Records, Rigor Mortis realizó una gira por América del Norte y continuó "aterrorizando" el metal underground de Dallas y Fort Worth. La violencia y el caos siguieron a la banda dondequiera que actuaron, a menudo con peleas por la limpieza de la habitación en los hoteles en los que se hospedaban. Esto culminó en un incidente en el que Corbitt sobrevivió a ser apuñalado repetidamente en uno de los conciertos de la banda en 1987, pocos días después de que se hubiera finalizado su contrato con el sello.
Después de abandonar Rigor Mortis en 1989, Corbitt permaneció en su mayoría fuera del escenario mientras seguía apoyando otros actos de metal de la región. Rigor Mortis se disolvió posteriormente en 1991, solo para reformarse en 2005, nuevamente con Corbitt a la cabeza. Hicieron varias apariciones de alto perfil, incluyendo el festival Ozzfest en 2008 y su primera actuación internacional en Alemania en el Festival Keep It True el año siguiente.
La banda grabó su último álbum (el segundo con Corbitt), llamado Slaves to the Grave, que fue autoeditado por la banda en su propia marca de Rigor Mortis Records en 2014. Este álbum se convirtió sin querer en un lanzamiento póstumo para el guitarrista Mike Scaccia, quien se desplomó en el escenario y murió de un ataque al corazón en Fort Worth, Texas, mientras tocaba con la banda el 22 de diciembre de 2012, que también fue el cumpleaños número 50 de Corbitt.

### Warbeast
Luego de regresar exitosamente al escenario con Rigor Mortis, Corbitt unió fuerzas con los exmiembros de la institución de thrash Gammacide para crear Texas Metal Alliance en 2006, la cual fue rebautizada como Warbeast en 2009. Posteriormente, la banda vio cuatro lanzamientos en Housecore Records, compañía de Philip Anselmo, incluido su álbum debut, Krush the Enemy, Destroy y Enter the Arena. Warbeast realizó varias apariciones en giras nacionales en apoyo de actos notables como GWAR y Down.

### Wizards of Gore
En 2014, los miembros sobrevivientes de la línea original de Rigor Mortis, que incluía a Corbitt, junto con el bajista Casey Orr y el baterista Harden Harrison, se llamaron a sí mismos The Wizards of Gore y realizaron el material de Rigor Mortis en homenaje a Mike Scaccia. Hicieron apariciones esporádicas en Texas, incluida la edición 2014 del Festival de Terror de Housecore.

## Vida personal

### Enfermedad y muerte
Corbitt fue diagnosticado con cáncer de esófago en etapa III en mayo de 2017. Se sometió a quimioterapia, pero fue colocado en cuidados paliativos en enero de 2019 y murió el 25 de enero de ese año, a los 56 años. Corbitt es el segundo miembro de Rigor Mortis en morir, luego del fallecimiento de Mike Scaccia en diciembre de 2012.

## Influencias y estilo
El enfoque vocal de Corbitt fue uno que combinaba amenaza con una inteligibilidad casi perturbadora. A diferencia de muchos cantantes extremos, era conocido por la entrega clara de incluso la letra más atroz. Su voz se vio reforzada por una serie de marcas visuales, que incluían pantalones de mezclilla rotos, camisas con temática de terror y su mirada demoníaca y la postura de la mano en forma de "garra". Corbitt también era conocido por su soporte de micrófono de enlace de cadena, que fue diseñado con una mitad superior desmontable para facilitar el movimiento alrededor del escenario. Corbitt utilizó el pie de micrófono en sus respectivas bandas, el cual se pintó de rojo para las actuaciones de Rigor Mortis y posteriormente de cromo en la era Warbeast.

## Discografía

### Rigor Mortis
- 1986: Demo 1986
- 1988: Rigor Mortis
- 2014: Slaves to the Grave
- 2015: Welcome to Your Funeral (The Story of Rigor Mortis, Part 1) (DVD)
- 2018: The Original Unadulterated Freaks Demonstration Recordings

### Warbeast
- 2010: Krush the Enemy
- 2013: War of the Gargantuas
- 2013: Destroy
- 2017: Enter the Arena